# Course en ligne féminine des moins de 23 ans aux championnats du monde de cyclisme sur route 2024
La course en ligne féminine des moins de 23 ans aux championnats du monde de cyclisme sur route 2024 a lieu le samedi 28 septembre 2024 entre Uster et Zurich, en Suisse, sur une distance de 154,1 kilomètres. La course a lieu en même temps que la course élite, les coureuses de moins de 23 ans étant classées dans les deux championnats.

## Parcours
Partant d'Uster dans le canton de Zurich, le championnat est constitué en première partie d'un parcours en ligne de 46,7 km menant à un premier passage sur la ligne d'arrivée sur la Sechseläutenplatz (de) de Zurich. Ensuite, les coureuses accomplissent quatre fois le circuit local d'une longueur de 26,850 km et d'un dénivelé de 409 mètres. Ce circuit vallonné comporte plusieurs montées comme, après 2 kilomètres, la Zürichbergstrasse, une côte de 800 mètres à une moyenne de 8,6 % se terminant par un court passage à 15,9 %. La côte suivante est la Witikonerstrasse, une côte de 1 kilomètre à une moyenne de 8 %. La fin de ce circuit est plate et longe le lac de Zurich avant de rentrer en ville.

## Classement
| Rang                               | Cycliste            | Pays            | Temps          |
| ---------------------------------- | ------------------- | --------------- | -------------- |
| Médaille d'or, Coupe du Monde      | Puck Pieterse       | Pays-Bas        | 4 h 8 min 26 s |
| Médaille d'argent, Coupe du Monde  | Neve Bradbury       | Australie       | + 0 s          |
| Médaille de bronze, Coupe du Monde | Antonia Niedermaier | Allemagne       | + 0 s          |
| 4                                  | Ava Holmgren        | Canada          | + 1 min 19 s   |
| 5                                  | Alice Towers        | Grande-Bretagne | + 7 min 10 s   |
| 6                                  | Eneritz Vadillo     | Espagne         | + 8 min 1 s    |
| 7                                  | Fariba Hashimi      | Afghanistan     | + 8 min 1 s    |
| 8                                  | Marion Bunel        | France          | + 8 min 1 s    |
| 9                                  | Paula Blasi         | Espagne         | + 18 min 5 s   |
| 10                                 | Jasmin Liechti      | Suisse          | + 18 min 5 s   |